# یوناتان تارکوینی
یوناتان تارکوینی (انگلیسی: Jonatan Tarquini؛ زادهٔ ۲۷ ژوئن ۱۹۹۴) بازیکن فوتبال اهل آرژانتین است.